# 原羚属
原羚属（学名：Procapra）是偶蹄目牛科的一属，分布于亚洲中部地区，它和瞪羚属的关系非常密切，同属羚羊。原羚与瞪羚的区别在于原羚的尾巴非常短，只有雄羊有角，雌羊没有角。
原羚中的黄羊可以达140厘米长、80厘米间高和40千克重。夏季它的背部呈橙黄色，腹部白色。冬季整个身躯的颜色都很浅。

## 生活环境
原羚生活在干旱的草原和半沙漠里。它们可以攀登到5500米高的山上。

## 生活方式
冬季原羚白日活动，夏季在天气炎热的时候它们仅仅在清晨和黄昏活动。一般它们组成20到30个成员的群，在年度迁徙的时候也会有数千原羚聚集到一起。

## 分类
原羚属有三个种：
- 黄羊（Procapra gutturosa）
- 藏原羚（Procapra picticaudata）
- 普氏原羚（Procapra przewalskii）

偶尔也有人把原羚属看作是瞪羚属的一个亚属。

## 现状和威胁
过去黄羊是蒙古最常见的大型草食动物。过去其数目曾经达到150万头。由于过度捕杀今天在蒙古西部黄羊已经灭绝。在蒙古东部还有约30万头黄羊幸存。
藏原羚的数量也从数百万降低到约一万。普氏原羚被國際自然保護聯盟定为瀕危物种。它们全部生活在青海湖附近。

## 书籍
- Ronald M. Nowak: Walker's Mammals of the World.，第2卷，第6版。Johns Hopkins University Press, Baltimore MD u. a. 1999, ISBN 0-8018-5789-9.